# ذا فويس: أحلى صوت (الموسم 2)
الموسم الثاني من  ذا فويس: أحلى صوت  بدأ عرضه في 28 كانون الأول 2013. لم يطرأ أي تغير في لجنة التحكيم ولا في التقديم الذي مازال بيد الممثل المصري محمد كريم. وفي مرحلة العروض المباشرة تم استبدال الممثلة المصرية أروى جودة بالممثلة اللبنانية إيميه صياح في التقديم على المسرح إلى جانب محمد كريم.
أما جديد هذا الموسم، فهو إدخال عنصر جديد في مرحلة المواجهات وهي «مناورة الاقتناص». إذ تفسح المجال أمام كل مدرب من المدربين الثلاثة الآخرين، للتدخل وضغط الجرس، ومن ثم الإعلان عن الرغبة في ضم المشترك المستبعد إلى فريقه، وإتاحة الفرصة أمامه للعودة مجددا إلى غمار المنافسة، لكن هذه المرة تحت مظلة مدرب آخر غير المدرب الأساسي الذي كان اختاره في مرحلة «الصوت وبس».

## حلقات الموسم الثاني (2013-2014)

### الحلقة الأولى: الصوت وبس28 كانون الأول2013
| رموز | المدرب ضغط على الزر وهو معجب بصوت المتسابق | المتسابق لم يعجب أي من المدربين وتم إقصائه | مدرب واحد فقط ضغط على الزر والمتسابق مجبر على القبول به | المتسابق أختار هذا المدرب من بين اللذين أعجبوا بصوته |

| التسلسل | المتسابق        | الأغنية                                          | خيارات المدربين والمتسابقين | خيارات المدربين والمتسابقين | خيارات المدربين والمتسابقين | خيارات المدربين والمتسابقين |
| التسلسل | المتسابق        | الأغنية                                          | كاظم                        | شيرين                       | صابر                        | عاصي                        |
| ------- | --------------- | ------------------------------------------------ | --------------------------- | --------------------------- | --------------------------- | --------------------------- |
| 1       | وهم             | "عندي شروط، محمد إبراهيم"                        | —                           |                             |                             | —                           |
| 2       | غازي الأمير     | "موال ضنى عن لوعتي" / "يا زغيري، ملحم زين"       |                             |                             |                             |                             |
| 3       | شيرين فوزي      | "آي هو هاف ناثنغ، شيرلي باسي"                    | —                           | —                           | —                           | —                           |
| 4       | مهفان صالح      | "موال عجبي، كاظم الساهر"                         |                             | —                           |                             | —                           |
| 5       | خولة مجاهد      | "آيد ريذر غو بلايند، إيتا جيمس"                  |                             |                             |                             | —                           |
| 6       | محمد هاشم       | "أنت أن تؤمني بحبي كفاني، تراث سعودي"            |                             |                             | —                           | —                           |
| 7       | عدنان برسيم     | "موال دخيل الله، ذكرى"                           |                             |                             |                             |                             |
| 8       | خالد حجار       | "على أليمه / فوق النخل / قدك المياس، قدود حلبية" | —                           | —                           |                             | —                           |
| 9       | زينب عبردين     | "أعتذرلك، ذكرى"                                  | —                           | —                           | —                           | —                           |
| 10      | ربيع جابر       | "آي بيليف كان فلاي، آر كيلي"                     |                             |                             |                             | —                           |
| 11      | علاء فؤاد       | "أشوف جمال القمر، صباح فخري"                     | —                           |                             | —                           | —                           |
| 12      | سناء عبد الحميد | "الحب كله، أم كلثوم"                             |                             |                             |                             |                             |

### الحلقة الثانية: الصوت وبس4 كانون الثاني2014
| التسلسل | المتسابق        | الأغنية                                                            | خيارات المدربين والمتسابقين | خيارات المدربين والمتسابقين | خيارات المدربين والمتسابقين | خيارات المدربين والمتسابقين |
| التسلسل | المتسابق        | الأغنية                                                            | كاظم                        | شيرين                       | صابر                        | عاصي                        |
| ------- | --------------- | ------------------------------------------------------------------ | --------------------------- | --------------------------- | --------------------------- | --------------------------- |
| 1       | ستار سعد        | "موال أمل منك، فلكلور عراقي"                                       |                             |                             |                             |                             |
| 2       | سلام نقوزي      | "أي دمعة حزن لا، عبد الحليم حافظ"                                  | —                           |                             | —                           | —                           |
| 3       | عمار خطاب       | "يا من يرى أدمعي، صباح فخري" / "بترحلك مشوار، وديع الصافي"         |                             |                             |                             |                             |
| 4       | غازي خطاب       | "شمس الأصيل، أم كلثوم"                                             | —                           | —                           | —                           |                             |
| 5       | ريتا موفسيسيان  | "نوبة مخمرة ونوبة مغشاية، سليمة مراد"                              |                             | —                           | —                           | —                           |
| 6       | فراس طعيمة      | "هب الهوى، وديع الصافي"                                            | —                           | —                           | —                           | —                           |
| 7       | إنغريد بواب     | "إف أينت غوت يو، أليشيا كيز"                                       |                             |                             |                             |                             |
| 8       | أميرة           | "أهو ده اللي صار، السيد درويش"                                     | —                           |                             | —                           | —                           |
| 9       | محمد عبد العزيز | "المسافر، راشد الماجد"                                             | —                           | —                           | —                           |                             |
| 10      | أسماء           | "لاموني اللي غاروا مني، الهادي جويني"                              | —                           | —                           | —                           | —                           |
| 11      | نانسي نصر الله  | "إستوريا دي أمور، كارلوس ألماران" / "لاعيوني الغريبة، وديع الصافي" | —                           | —                           |                             | —                           |
| 12      | حنين القصير     | "يا حبيبي، ذكرى"                                                   |                             |                             | —                           | —                           |
| 13      | هالة القصير     | "في يوم وليلة، وردة الجزائرية"                                     |                             |                             |                             |                             |

### الحلقة الثالثة: الصوت وبس11 كانون الثاني2014
| التسلسل | المتسابق     | الأغنية                               | خيارات المدربين والمتسابقين | خيارات المدربين والمتسابقين | خيارات المدربين والمتسابقين | خيارات المدربين والمتسابقين |
| التسلسل | المتسابق     | الأغنية                               | كاظم                        | شيرين                       | صابر                        | عاصي                        |
| ------- | ------------ | ------------------------------------- | --------------------------- | --------------------------- | --------------------------- | --------------------------- |
| 1       | إسراء جمال   | "دارت الأيام، أم كلثوم"               | —                           | —                           | —                           | —                           |
| 2       | حياة زروق    | "يا رايح وين مسافر، رشيد طه"          |                             | —                           |                             |                             |
| 3       | محمد دحلاب   | "عادت تسألني، وديع الصافي"            | —                           |                             | —                           | —                           |
| 4       | حليمة العلوي | "عالبال، سميرة سعيد"                  |                             | —                           | —                           | —                           |
| 5       | سيمور جلال   | "لما أنت ناوي، محمد عبد الوهاب"       |                             |                             |                             |                             |
| 6       | علا هادي     | "شعوري ناحيتك، وردة الجزائرية"        | —                           | —                           |                             | —                           |
| 7       | حمزة         | "بيلي جان، مايكل جاكسون"              | —                           | —                           | —                           | —                           |
| 8       | أيوب موحدي   | "ذا ساينتست، كولدبلاي"                | —                           |                             | —                           | —                           |
| 9       | علي حسن      | "لما اناخوا قبيل الصبح، محمد القبنجي" |                             | —                           | —                           | —                           |
| 10      | ريم مهرات    | "خسرت كل الناس، جورج وسوف"            |                             |                             |                             |                             |
| 11      | مروان        | "غرينايد، برونو مارس"                 | —                           |                             | —                           | —                           |
| 12      | مروة ناجي    | "موال برضاك، أم كلثوم"                |                             |                             |                             |                             |